# Розвадівська сільська територіальна громада
Розвадівська сільська громада — територіальна громада в Україні, в Стрийському районі Львівської області. Адміністративний центр — село Розвадів.
Площа громади — 107,1 км², населення — 12 052 мешканці (2021).
Утворена 2 листопада 2016 року шляхом об'єднання Веринської, Крупської, Пісочненської та Розвадівської сільських рад Миколаївського району.

## Населені пункти
До складу громади входять 9 сіл: 
- Верин
- Крупське
- Надітичі
- Пісочна
- Розвадів
- Черниця
- Держів
- Київець
- Острів